# DR-Baureihe 270
Die Baureihe 270 der Deutschen Reichsbahn war eine Serie elektrischer S-Bahn-Triebzüge der Berliner S-Bahn, die ab 1979 entwickelt wurde, um Fahrzeuge zu ersetzen, die vor dem Zweiten Weltkrieg in Dienst gestellt worden waren. Ab 1992 wurden die Züge als Baureihe 485 bezeichnet. Ende 2023 wurde die Baureihe ausgemustert.

## Geschichte
Der Auftrag zur Entwicklung der S-Bahn-Triebzüge der Baureihe 270 wurde dem VEB Lokomotivbau Elektrotechnische Werke „Hans Beimler“ Hennigsdorf Ende der 1970er Jahre erteilt. Das Design entwarfen Johannes Langenhagen, Georg Böttcher (* 1940) und Hartmut Voigt (* 1950) an der Hochschule für industrielle Formgestaltung. Die Züge dieser Baureihe wurden zunächst mit etwas größerer Fahrzeughöhe entworfen, dann aber für die freizügige Einsetzbarkeit dem Lichtraumprofil des – damals aufgrund der deutschen Teilung von der Reichsbahn betriebenen, aber nicht von Ost-Berliner Linien befahrenen – Nord-Süd-Tunnels angepasst.
Die Fahrzeuge wurden vollkommen neu entwickelt, wobei man sich in den Außenmaßen an den Altfahrzeugen orientierte, um Probleme bei der Befahrung existierender Strecken und bei der Unterbringung in den Werkstätten zu vermeiden.
Statt der bis dato bei der Berliner S-Bahn üblichen Taschen- wurden nun Außenschiebetüren vorgesehen, was mehr Platz für Fenster ermöglichte und durch Wegfall der Türtaschen die Wartung und Reinigung erleichterte. Durch die Leichtbauweise in Aluminium, die neue elektrodynamische Bremse und die Möglichkeit zur Rückspeisung der Bremsenergie ins Netz konnte eine Energieersparnis von im Mittel etwa 30 Prozent im Vergleich zu den Altbauzügen erreicht werden. Dazu mussten alle Stromabnehmer des gesamten Zuges über eine durchgehende Starkstromleitung verbunden werden, was im Einsatz zur Überbrückung von Stromschienentrennstellen und damit oft zu automatischen Schutzabschaltungen führte. Deshalb mussten vor Aufnahme des Regelbetriebes auf den dafür vorgesehenen Strecken Übergangstrennstellen eingebaut werden. Da diese nicht im Gesamtnetz vorhanden sind, ist der Einsatz der Baureihe 485 schon aus Gründen der Stromversorgung nicht überall möglich. Die Fahrgeschwindigkeit ist stufenlos wählbar, muss allerdings bei jeder Anfahrt erneut eingestellt werden, da nur ein Fahrhebel für Brems-, Beschleunigungs- und Geschwindigkeitsvorwahl existiert.
Später wurde jeder Triebwagen mit einer transportablen Rampe ausgestattet, die vom Lokführer angelegt werden kann, um eine barrierefreie Zufahrt bzw. Ausstieg zu ermöglichen. Die Fahrzeuge haben zudem eine optisch-akustische Türschließwarnanlage, wobei ein Dreiklang den bisher üblichen Klingelton der Rekobaureihen ablöste, der später auch in jene übernommen wurde.

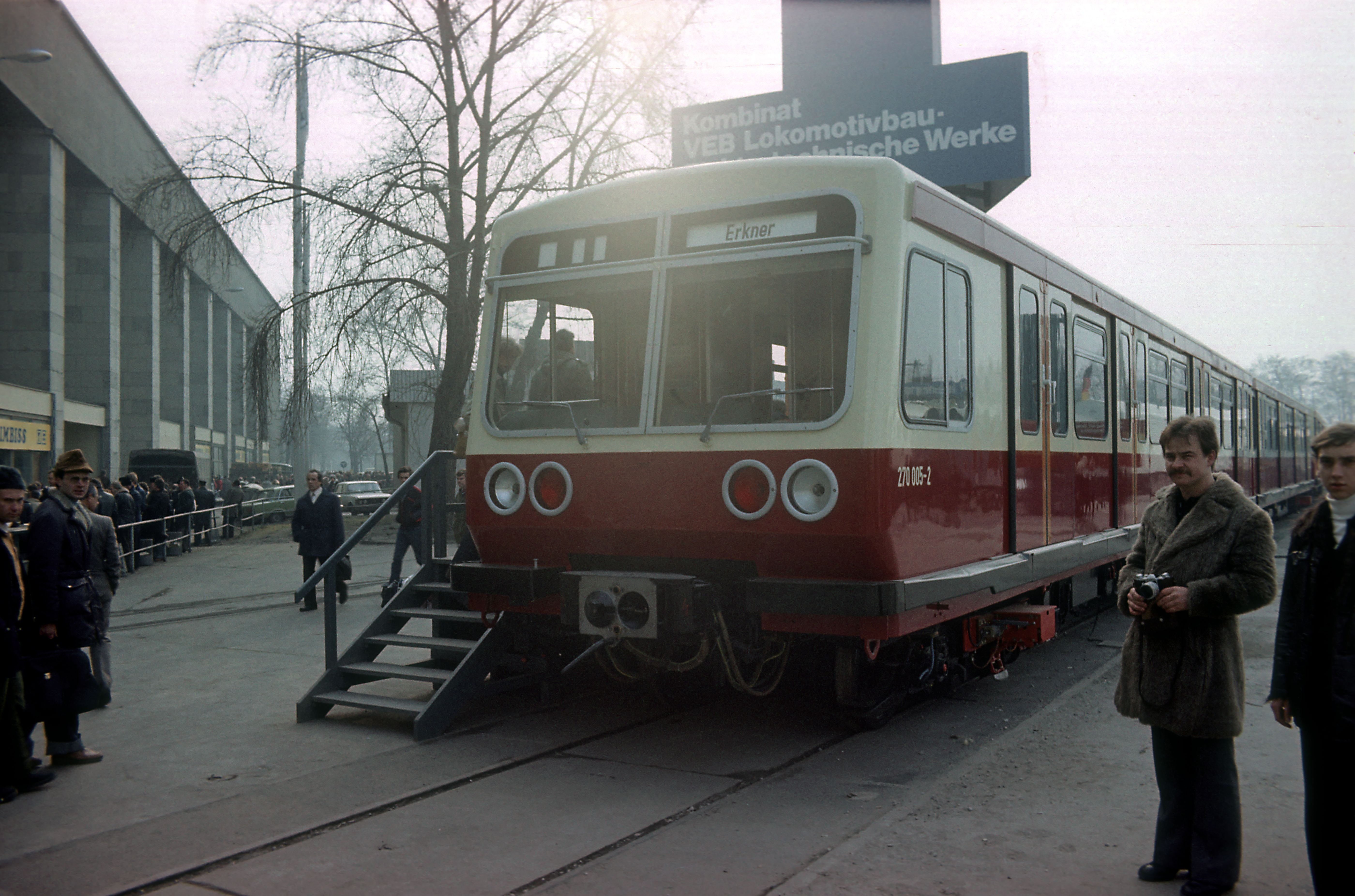
270 005 auf der Leipziger Frühjahrsmesse 1980

Als Musterfahrzeuge wurden vier Viertelzüge aus je einem Triebwagen (ET) und Beiwagen (EB) gebaut, wobei die kleinste betrieblich mögliche Zugeinheit aus zwei Viertelzügen bestand. Diese unterschieden sich in zahlreichen Details von den späteren Serienfahrzeugen. Die Prototypen/Musterfahrzeuge erhielten den klassischen Berliner S-Bahn-Anstrich, allerdings mit geänderten Farbtönen hellelfenbein und bordeauxrot. Sie wurden 1980 auf der Leipziger Frühjahrsmesse vorgestellt.
Die Spitzen- und Rücklichter der Musterfahrzeuge waren rund und nicht wie später zusammen in Rechtecken untergebracht, dazu wurden die Türen noch durch Griffe mit mechanischen Schlössern und nicht durch Tasten geöffnet. Dieser Musterzug wurde 1990 abgestellt, da er äußerst störanfällig war und überdies dessen Viertelzüge nicht mit den Serienfahrzeugen kuppelbar waren. Ein Triebwagen ist nicht betriebsfähig erhalten geblieben und wird vom Verein Historische S-Bahn aufbewahrt.

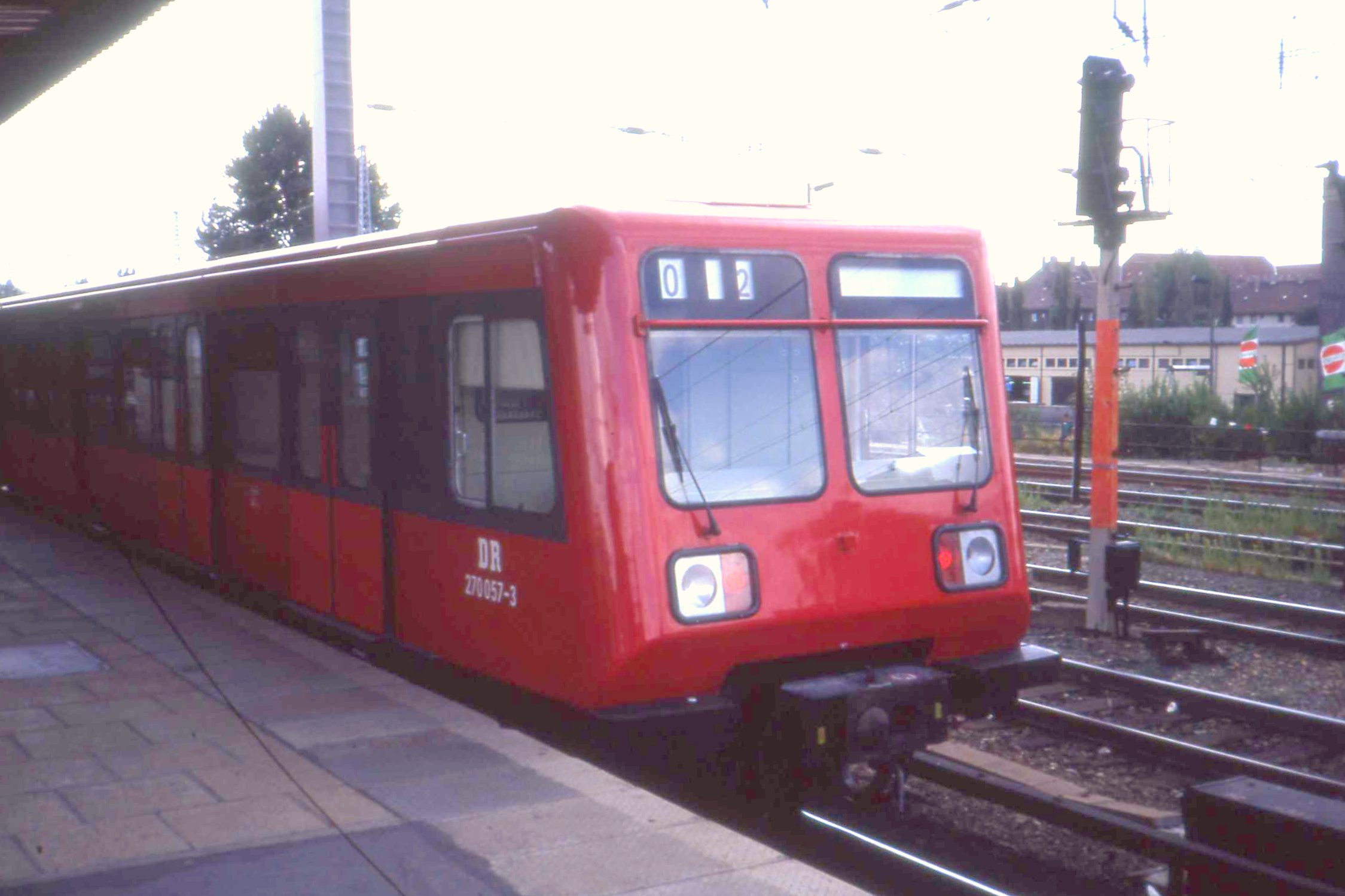
Zug in rot-schwarzer Originallackierung

Die Baureihe wurde nach umfangreichen Änderungen ab 1987 mit acht Viertelzügen als Nullserie produziert und war Anfang 1988 erstmals im Fahrgasteinsatz. Die Farbgebung erfolgte zunächst in weinrot-elfenbeinfarbener Hauptstadtlackierung mit zusätzlichem Absetzstreifen über dem Bodenrahmen. Die vom Hersteller vorgeschlagene rot-schwarze Lackierung, welche letztlich für die Serienfahrzeuge übernommen wurde – ein so lackierter Halbzug wurde erstmals auf der Leipziger Frühjahrsmesse 1987 vorgestellt –, brachte den Fahrzeugen in den 1990er Jahren den Spitznamen „Coladosen“ ein.

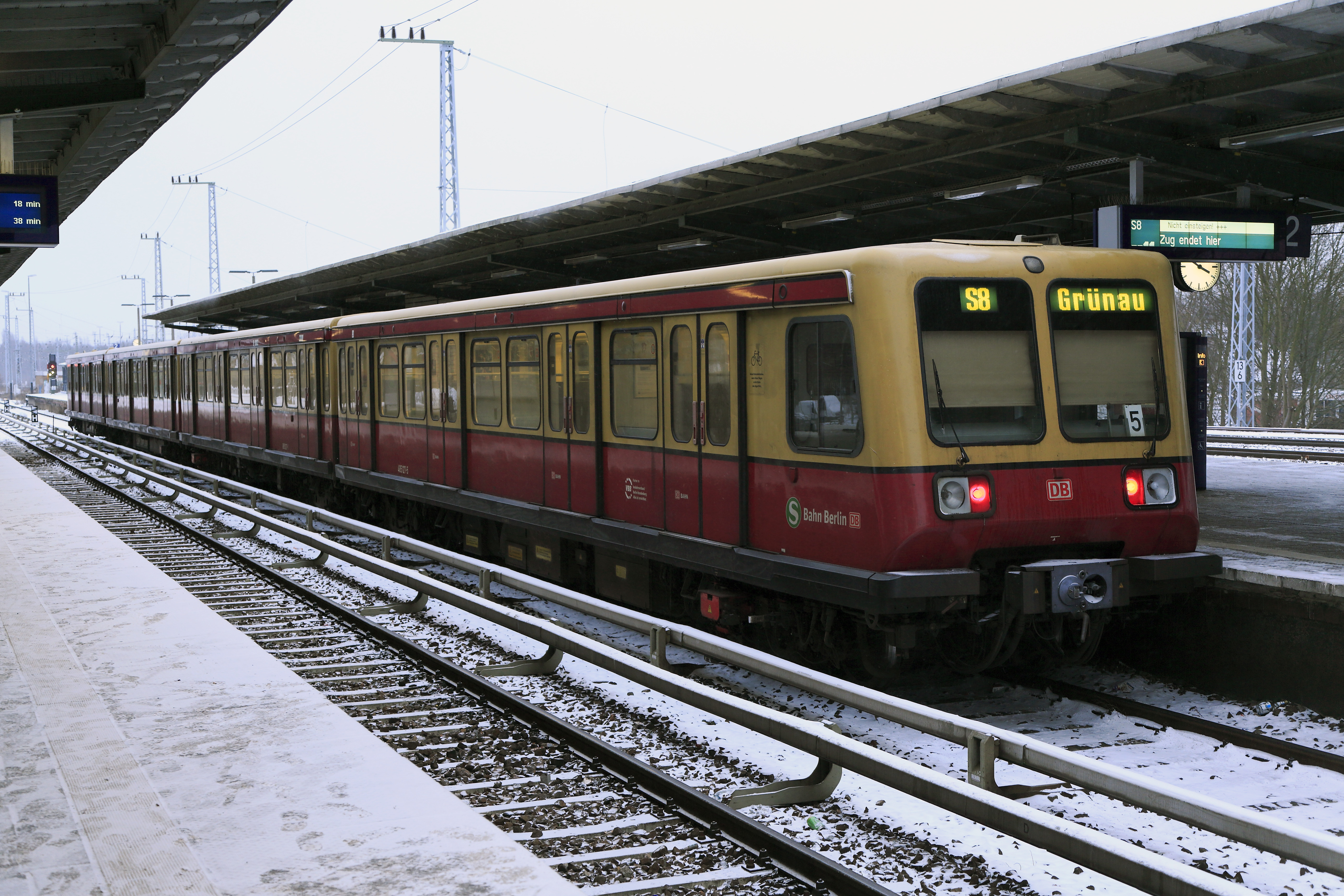
Zug der Baureihe 485 in Berlin-Grünau

In den Jahren 1990 bis 1992 wurden je 158 Trieb- und Beiwagen beschafft. Ursprünglich war die Beschaffung von 300 Viertelzügen vorgesehen. Nach dem Viertelzug 485/885 170 wurde die Lieferung allerdings abgebrochen und stattdessen 40 weitere Doppeltriebwagen der BVG-Baureihe 480 bestellt.
2000–2001 erhielten die Fahrzeuge ein Leistungspaket (LP2), welches Detailverbesserungen brachte. Ab 2002 wurde begonnen, die Fahrzeuge bei Hauptuntersuchungen in den traditionellen S-Bahnfarben bordeauxrot-ockergelb zu lackieren.

## Einsatz und Beheimatung
Mit Stand 15. Oktober 2022 war die Baureihe nur noch im Betriebswerk Grünau beheimatet und nur noch auf der Linie S 85 (Grünau–) Schöneweide – Pankow im Einsatz. Auf den über die Stadtbahn führenden Linien sind die Züge wegen fehlendem Zugbeeinflussungssystem S-Bahn Berlin nicht mehr einsetzbar. Ein Einsatz im Nord-Süd-Tunnel erfolgte nur äußerst selten, da die Tunnelradien im Bereich Potsdamer Platz teilweise zu eng sind und die Fahrt nur über bestimmte Fahrstraßen möglich war.
Stand März 2024 sind die Züge nicht mehr im Einsatz. Am 12. November 2023 wurde die Baureihe offiziell von der S-Bahn Berlin verabschiedet, aber die Züge wurden noch bis zum Fahrplanwechsel am 10. Dezember 2023 als Reserve erhalten, ein Einsatz erfolgte nicht.

## Vorgesehenes Einsatzende und Ertüchtigung

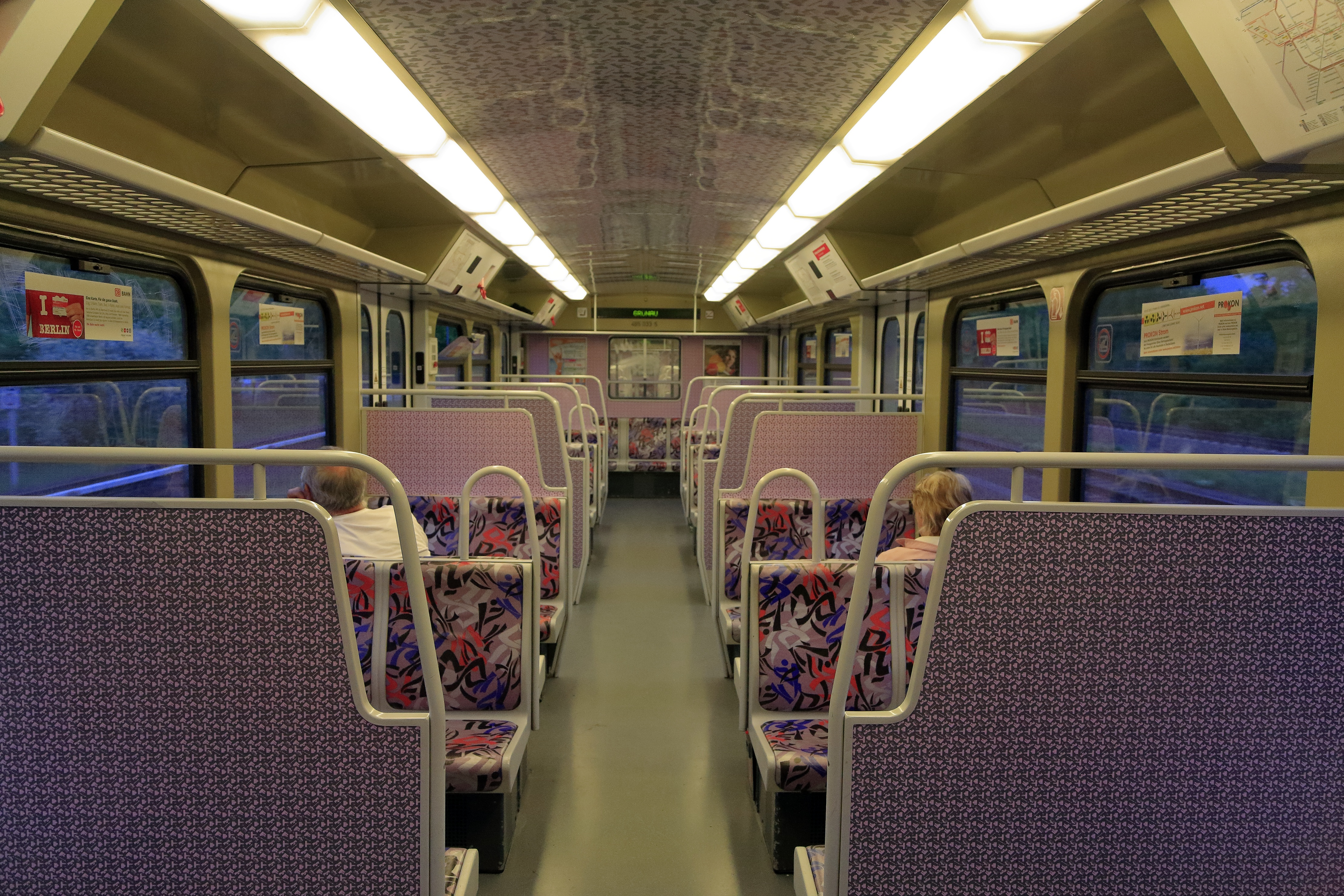
Innenraum

Ab Herbst 2003 wurden nach Fristablauf erste Fahrzeuge abgestellt, die bis dahin hauptuntersuchten und solche mit Leistungspaket 2 als Reserve. Ein Verkauf kam mangels Einsatzmöglichkeiten und Käuferinteresse nicht zustande. Auch ein Redesign (wie beispielsweise bei der Baureihe 420/421) wurde nicht befürwortet, deshalb wurden ab 2005 alle schadhaften Züge der Baureihe 485 sofort und alle anderen bei Fristablauf abgestellt. Die zum Fahrplanwechsel 2006 abgestellten 485 kamen teilweise während der Fußball-Weltmeisterschaft 2006 nochmals zum Einsatz. Abgestellte Fahrzeuge, die nicht modernisiert wurden, haben das zweite Leistungspaket nicht erhalten. Einige Fahrzeuge wurden wegen Unfällen vorher ausgemustert und verschrottet, beispielsweise der Wagen 485 009. Vom 25. Juli 2007 bis im Januar 2008 wurden 50 von 65 seinerzeit abgestellten Viertelzügen in Königs Wusterhausen verschrottet. Im Juni 2007 beschloss die Geschäftsführung der S-Bahn, die noch nicht in Bordeauxrot-Ockergelb lackierten 485 (30 Stück) bis Mitte 2008 umzulackieren.
Dennoch konnte auf die Baureihe 485 auch weiterhin nicht verzichtet werden. Die Berechnungen zeigten, dass etwa 50 Viertelzüge weiterhin im Einsatz bleiben müssten, zunächst bis voraussichtlich 2017. Deshalb wurden ab 2009 wieder 485er hauptuntersucht und erhielten eine sogenannte Auslauffrist. Ab 2013 sollte die endgültige Ausmusterung der Baureihe beginnen. Nach Problemen mit den Wagen der Baureihe 481 im Sommer 2009 wurden jedoch wieder vermehrt 485 reaktiviert. Zum Jahreswechsel 2009/10 waren mindestens zehn Viertelzüge wieder im Einsatz.
Mitten in der ab Mai 2009 akut gewordenen Berliner S-Bahn-Krise infolge von Wartungsmängeln der Baureihe 481 wurde im März 2010 bekannt, dass sämtliche S-Bahn-Züge der Baureihe 485 wegen nicht zulässiger Radsätze bereits seit etwa fünf Jahren ohne Zulassung unterwegs waren. Ihr Betrieb wurde vom Eisenbahn-Bundesamt bis zur erneuten Zulassung mit sofortiger Wirkung untersagt.
Ab März 2011 wurden im Werk Wittenberge die noch vorhandenen abgestellten S-Bahn-Züge der Baureihe 485 schrittweise überarbeitet und reaktiviert. 60 Viertelzüge bekamen eine Wagenkastensanierung, dabei wurden die Bodenbleche verstärkt und die Verkabelung erneuert. 20 weitere Viertelzüge bekamen nur ein Redesign. Die Hauptuntersuchung und der Einbau der neuen Radsätze wurde im Werk Dessau durchgeführt.

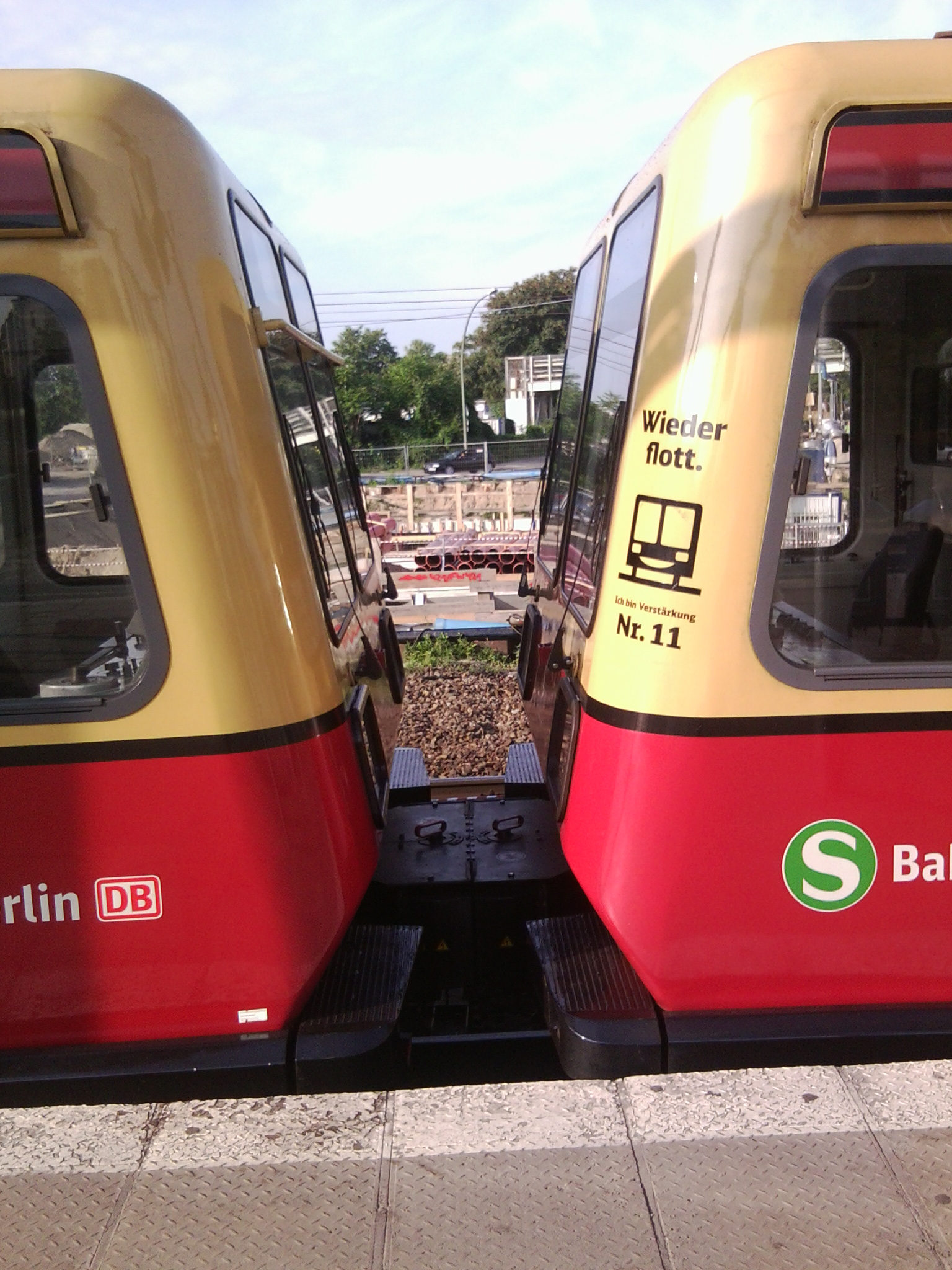
Reaktivierter Zug Nr. 11 mit einem Schwesterfahrzeug

Ab Oktober 2016 konnten die Züge nicht mehr auf der Stadtbahn eingesetzt werden, da auf ihr fortan nur noch Züge mit dem Zugbeeinflussungssystem ZBS eingesetzt werden durften, das in der Baureihe 485 nicht mehr nachgerüstet wurde. Während für die Baureihe 480 die Nachrüstung mit ZBS als leicht machbar gilt, ist es für diese Baureihe nicht mehr vorgesehen, sodass sie ab 2023 ausgemustert werden sollen, wenn der Betrieb der neuen S-Bahn-Baureihe 483/484 stabil läuft.
Um die Züge (ebenso wie die der Baureihe 480) über das ursprünglich für 2017 geplante Einsatzende hinaus bis zum Jahr 2023 einsetzen zu können, begann Ende 2015 ein Ertüchtigungsprogramm mit über 50 Einzelmaßnahmen. Unter anderem waren der Einbau von GSM-R-Zugfunk, die Ausrüstung mit neuen Fahrgastinformationssystemen, eine Stabilisierung der Unterflurgeräte und Bremswiderstandscontainer sowie ein Umbau der E-Kupplung vorgesehen. Die Überholung der Bremswiderstandscontainer wurde bis 2018 abgeschlossen, die weiteren Arbeiten (wie der Federpakettausch in den Drehgestellrahmen) sollten 2019 abgeschlossen sein. Als Kosten wurden etwa 30 Millionen Euro angegeben. Im Jahr 2020 waren alle Ertüchtigungsmaßnahmen umgesetzt, sodass die Fahrzeuge bis Ende 2023 stabil weiterbetrieben werden können.
Da die Fahrzeugmasse infolge des Einbaus diverser technischer Systeme (FASSI, ZAT-FM) insbesondere im Bereich des ersten Drehgestells immer weiter zunahm, wurde eine Reduzierung der Fahrzeugmasse bzw. der Zuladung erforderlich. Daher begann Anfang 2018 ein Umbau der ehemaligen Dienstabteile dahingehend, dass der Durchgang zum übrigen Fahrgastraum aufgeweitet sowie die Längssitze in Richtung Wagenmitte verschoben wurden, um die nutzbare Stehplatzfläche zu reduzieren.
Am 20. Dezember 2020 wurde der letzte Zug der Baureihe 485 hauptuntersucht. Die folgenden Einheiten sollten bei Fristablauf abgestellt werden.
Auf der Linie S46 (Westend – Königs Wusterhausen) erfolgte der letzte Einsatz am 26. Juni 2022, auf der S8 (Birkenwerder – Zeuthen) wurde am 13. Oktober 2022 zuletzt ein Zug der Baureihe eingesetzt. Der letzte Einsatz war dann auf der S85 (Pankow – Grünau) für April 2023 geplant. Dies wurde aufgrund  laufender Ertüchtigungen der Baureihen 480 und 481 widerrufen, die letzten Einheiten wurden bis zum 11. November 2023 auf der Linie S85 eingesetzt. Am 12. November 2023 wurden die Züge auf einer Sternfahrt zum letzten Mal planmäßig auf den Linien S47 und S8 eingesetzt. Bis zum regulären Fahrplanwechsel am 10. Dezember 2023 wurden die Züge noch als Reserve bereitgehalten. Die zuletzt 30 Viertelzüge kamen danach nicht mehr auf der letzten verbliebenen Linie S85 zum Einsatz.
Alle verbliebenen Einheiten wurden nach Niedergörsdorf zum Wurzelfestival im Jahre 2024 gebracht, wo diese nun für Workshops und zum Tanzen weiter benutzt wird.

## Duo S-Bahn

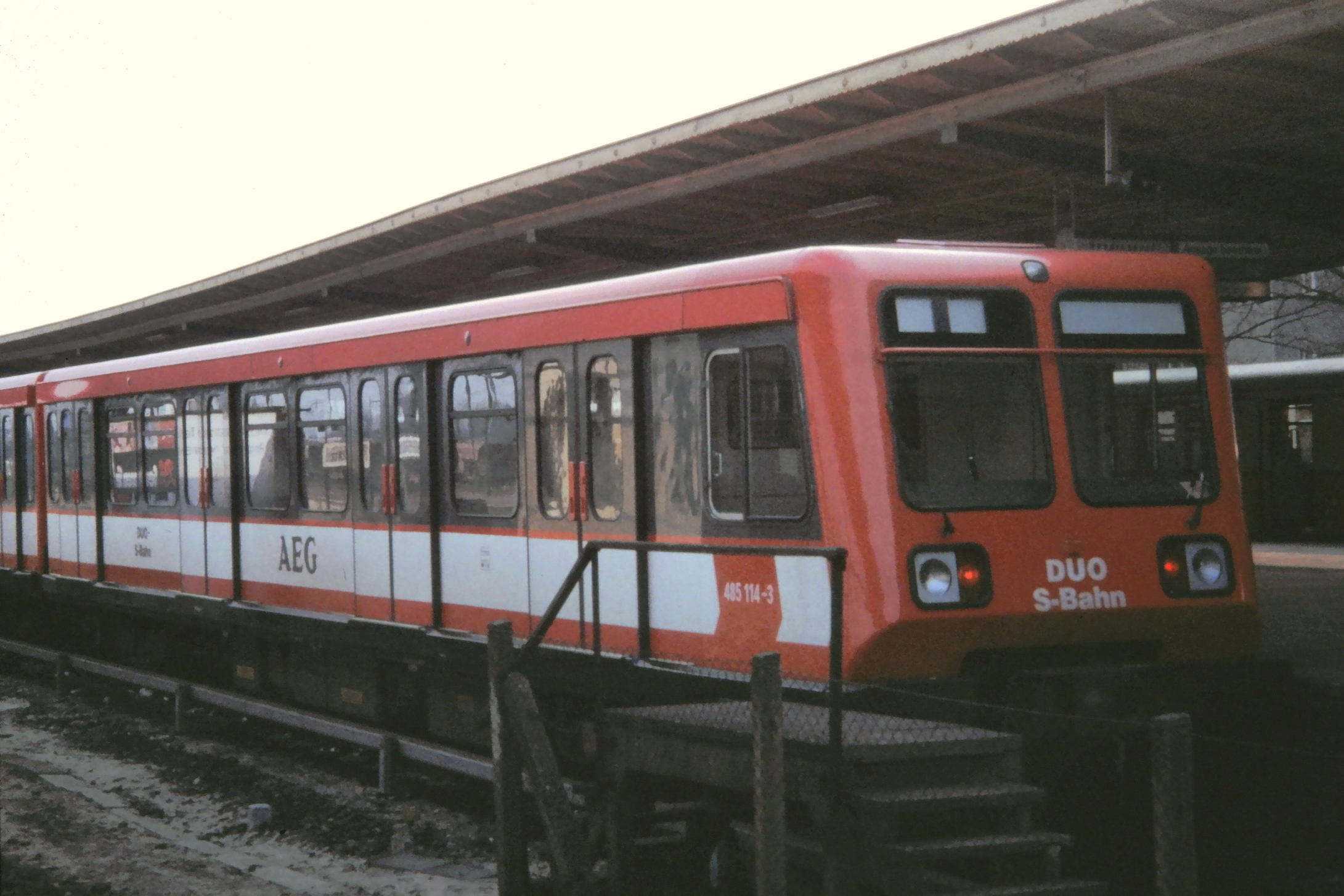
Duo-S-Bahn-Linie S19 in Oranienburg

Um kostengünstig und schnell das bestehende Streckennetz zu erweitern, schlug 1993 der Hersteller AEG Schienenfahrzeuge Hennigsdorf den Bau einer Duo-S-Bahn vor. Für den dieselbetriebenen S-Bahn-Vorlaufbetrieb sollten Triebfahrzeuge der Baureihe 485 mit zusätzlichem Dieselantrieb ausgerüstet werden. Der Einsatz sollte zunächst auf der Strecke Oranienburg–Birkenwerder–Hohen Neuendorf West–Hennigsdorf (ehemals S 19) erfolgen. Von dieser 17 Kilometer langen Strecke waren etwa acht Kilometer mit Stromschiene ausgerüstet. Die Fahrzeit betrug rund 23 Minuten.
AEG Hennigsdorf rüstete auf eigene Kosten den Halbzug 485 114/115 um. Unter den Beiwagen wurden je ein Dieselgeneratoraggregat mit einer Leistung von 304 Kilowatt installiert. Nach Versetzen des Luftverdichters und des Umformers wurden noch die Ladeluftkühlanlage, die Wasserkühlanlage, Starterbatterie, Generatorsteuerung, Kraftstoffbehälter (670 Liter Inhalt) und das Motor-Stellgerät unterflur angebaut. Dadurch erhöhte sich die Dienstmasse der Beiwagen um fünf auf insgesamt 31 Tonnen.
Erste regelmäßige Versuchsfahrten absolvierte der umgebaute Halbzug 485 114/115 ab dem 29. Mai 1994. Der Zug verkehrte von Montag bis Freitag jeweils achtmal am Tag. In der Außenstelle Oranienburg wurden die Wartung und Instandhaltung der Fahrzeuge durchgeführt. Der Versuchsbetrieb dieser als S 19 bezeichneten Linie endete am 28. Mai 1995. Die Ergebnisse und Erfahrungen waren zweigeteilt: Einerseits wurde dem System eine große Zuverlässigkeit attestiert, andererseits konnten nicht alle wirtschaftlichen und betrieblichen Fragen geklärt werden. Betrieblich größtes Manko war die Höchstgeschwindigkeit von nur 90 km/h, welche bei einem Mischbetrieb auf der für 160 km/h ausgebauten Strecke breite Fahrplantrassen erforderlich machte.
Durch die Länder Berlin und Brandenburg wurden nach dem Versuchseinsatz keine Verkehrsleistungen bestellt, die mit der Duo-S-Bahn hätten bedient werden können. Deshalb wurden die Fahrzeuge abgestellt und erst in den Jahren 1999/2000 erfolgte der Ausbau der Dieselmotoren und der zusätzlichen Aggregate. Damit konnten die Fahrzeuge wieder in den planmäßigen Einsatz gehen.

## Bestand und Verbleib

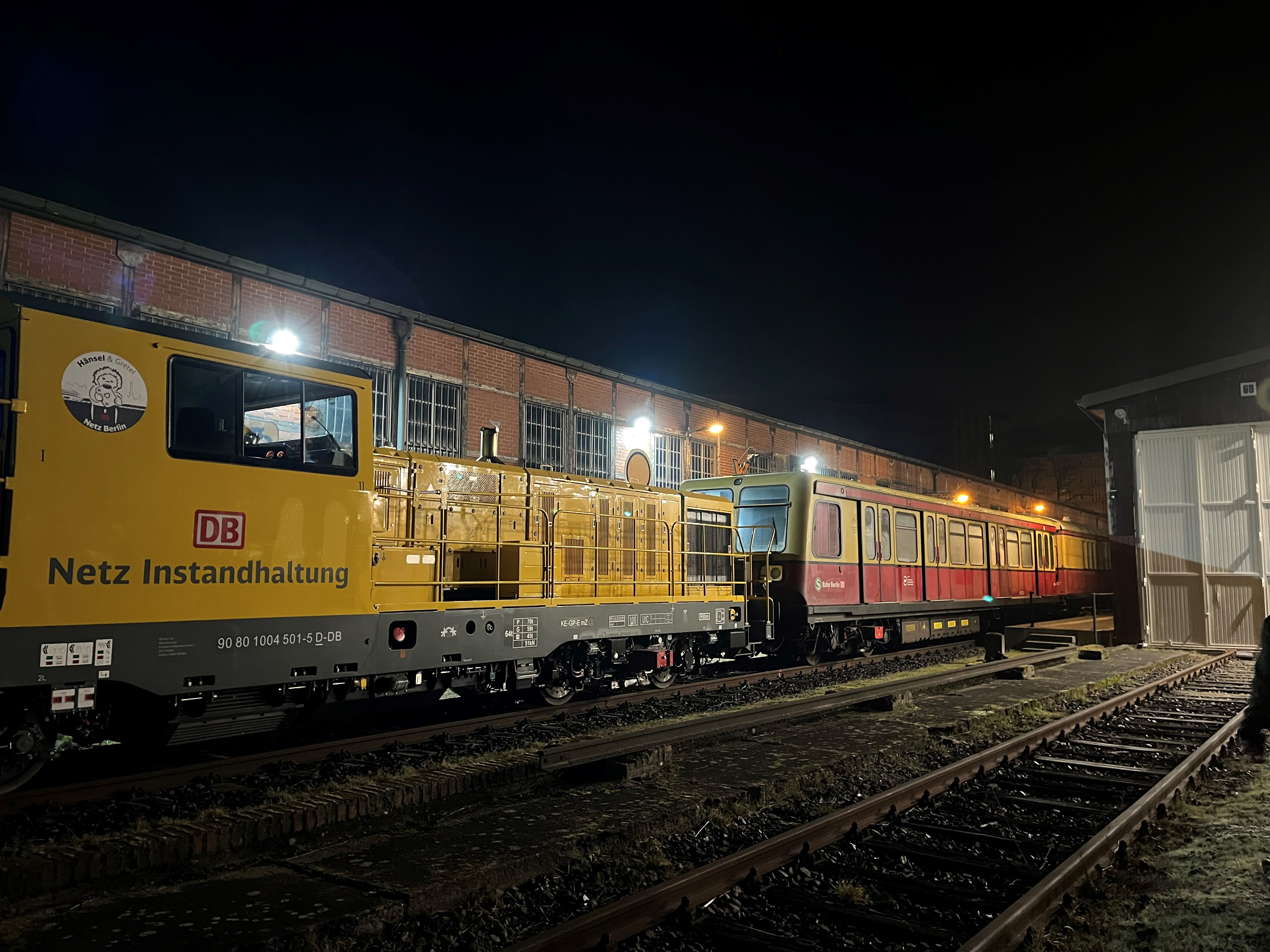
Ankunft des S-Bahn-Triebwagens 485 129 am Depot des Deutschen Technikmuseums, 15. Februar 2023. Zuglok war die erst wenige Wochen zuvor abgenommene 1004 501 der DB.

Stand November 2023 ist ein Großteil der Fahrzeuge bereits abgestellt und verschrottet. Im Januar 2023 waren noch 29 Viertelzüge im Einsatz. Im Februar 2023 wurde bekannt, dass das Deutsche Technikmuseum den Triebwagen 485 129 als Spende der S-Bahn Berlin in seine Sammlung übernimmt. Der Wagen wurde in der Nacht zum 15. Februar vom S-Bahn-Werk Schöneweide über den Berliner Außenring zur Anschlussbahn des Museums überführt. Seitdem ist der Wagen im Lokschuppen 2 der Eisenbahnausstellung zu sehen.
Der Verein Historische S-Bahn hat darüber hinaus neben dem Triebwagen des ersten Prototypen auch den Triebwagen des letzten in Dienst gestellten Viertelzuges übernommen. Der zunächst vom Verein Historische S-Bahn erhaltene Beiwagen des ersten Prototypen musste jedoch 2021 aus Kapazitätsgründen aufgegeben und verschrottet werden.
Der Viertelzug 485/885 121 wurde der Bundespolizei in Blumberg für Ausbildungszwecke übergeben. Die S-Bahn Berlin behält vorerst ebenfalls für Ausbildungszwecke einen Vollzug fahrfähig im Werk Schöneweide. Außerdem sollen die Feuerwehr am Flughafen Berlin Brandenburg einen Viertelzug erhalten. Das DDR-Museum am Bahnhof Löwenberg erhielt im Januar 2024 den Viertelzug 485/885 114 als Dauerleihgabe von der S-Bahn Berlin.
| Fahrzeugnummer DB     | Fahrzeugnummer DR     | Abnahme    | Bemerkungen/Besonderheiten | Foto |
| --------------------- | --------------------- | ---------- | --- | ---- |
| 485 001-2 / 885 001-2 | 270 001-1 / 270 002-9 |            | Prototyp, in Erkner bei der HISB nach eigenen Angaben rollfähig als Museumszug abgestellt, Beiwagen wurde verschrottet                                                |      |
| 485 002-0 / 885 002-8 | 270 003-7 / 270 004-5 |            | Prototyp, verschrottet |      |
| 485 003-8 / 885 003-0 | 270 005-2 / 270 006-0 |            | Prototyp, verschrottet |      |
| 485 004-6 / 885 004-6 | 270 007-8 / 270 008-6 |            | Prototyp, verschrottet |      |
| 485 005-3 / 885 005-9 | 270 009-4 / 270 010-2 |            | Nullserienzug, verschrottet |      |
| 485 006-1 / 885 006-7 | 270 011-0 / 270 012-8 |            | Nullserienzug, verschrottet |      |
| 485 007-9 / 885 007-5 | 270 013-6 / 270 014-4 |            | Nullserienzug, verschrottet |      |
| 485 008-7 / 885 008-3 | 270 015-1 / 270 016-9 |            | Nullserienzug, verschrottet |      |
| 485 009-5 / 885 009-1 | 270 017-7 / 270 018-5 |            | Nullserienzug, verschrottet |      |
| 485 010-3 / 885 010-9 | 270 019-3 / 270 020-1 |            | Nullserienzug, verschrottet |      |
| 485 011-1 / 885 011-7 | 270 021-9 / 270 022-7 |            | Nullserienzug, verschrottet Juli 2006 in Königs Wusterhausen |      |
| 485 012-9 / 885 012-5 | 270 023-5 / 270 024-3 |            | Nullserienzug, verschrottet |      |
| 485 013-7 / 885 013-3 | 270 025-0 / 270 026-8 |            | 1. Bauserie, verschrottet Oktober 2007 |      |
| 485 014-5 / 885 014-1 | 270 027-6 / 270 028-4 |            | 1. Bauserie, z-gestellt |      |
| 485 015-2 / 885 015-8 | 270 029-2 / 270 030-0 |            | 1. Bauserie, z-gestellt |      |
| 485 016-0 / 885 016-6 | 270 031-8 / 270 032-6 |            | 1. Bauserie, am 06.10.2022 zur Firma Bender in Leverkusen-Opladen zur Verschrottung abgefahren                                                                        |      |
| 485 017-8 / 885 017-4 | 270 033-4 / 270 034-2 |            | 1. Bauserie, verschrottet, Führerraum und Teile des Fahrgastraumes im Verkehrszentrum des Deutschen Museums in München erhalten                                       |      |
| 485 018-6 / 885 018-2 | 270 035-9 / 270 036-7 |            | 1. Bauserie, verschrottet |      |
| 485 019-4 / 885 019-0 | 270 037-5 / 270 038-3 |            | 1. Bauserie, z-gestellt, Leihgabe an „Zurück zu den Wurzeln“ Festival als Partyzug                                                                                    |      |
| 485 020-2 / 885 020-8 | 270 039-1 / 270 040-9 |            | 1. Bauserie, verschrottet |      |
| 485 021-0 / 885 021-6 | 270 041-7 / 270 042-5 |            | 1. Bauserie, z-gestellt |      |
| 485 022-8 / 885 022-4 | 270 043-3 / 270 044-1 |            | 1. Bauserie, in Einsatz |      |
| 485 023-6 / 885 023-2 | 270 045-8 / 270 046-6 | 27.04.1990 | 1. Bauserie, verschrottet in Königs Wusterhausen |      |
| 485 024-4 / 885 024-0 | 270 047-4 / 270 048-2 | 27.04.1990 | 1. Bauserie, verschrottet im November 2010, ZBS-Versuchtsträger |      |
| 485 025-1 / 885 025-7 | 270 049-0 / 270 050-8 | 21.05.1990 | 1. Bauserie, verschrottet im November 2010 im Ausbesserungswerk Dessau nach Nutzung als Ersatzteilespender                                                            |      |
| 485 026-9 / 885 026-5 | 270 051-6 / 270 052-4 | 28.05.1990 | 1. Bauserie |      |
| 485 028-5 / 885 028-1 |                       |            | 1. Bauserie, im Einsatz |      |
| 485 030-1 / 885 030-7 |                       |            | 1. Bauserie, im Einsatz |      |
| 485 034-3 / 885 034-9 |                       |            | 1. Bauserie, im Einsatz |      |
| 485 038-4 / 885 038-0 |                       |            | 1. Bauserie, im Einsatz |      |
| 485 040-0 / 885 040-6 |                       |            | 1. Bauserie, im Einsatz |      |
| 485 041-8 / 885 041-4 |                       |            | 1. Bauserie, im Einsatz |      |
| 485 043-4 / 885 043-0 |                       |            | 1. Bauserie, im Einsatz |      |
| 485 044-2 / 885 044-8 |                       |            | 1. Bauserie, im Einsatz |      |
| 485 048-3 / 885 048-9 |                       |            | 2. Bauserie, im Einsatz |      |
| 485 055- / 885 055-   |                       |            | 2. Bauserie, am 06.10.2022 zur Firma Bender in Leverkusen-Opladen zur Verschrottung abgefahren                                                                        |      |
| 485 059- / 885 059-   |                       |            | 2. Bauserie, im Einsatz |      |
| 485 061-6 / 885 061-2 |                       |            | 2. Bauserie, am 06.10.2022 zur Firma Bender in Leverkusen-Opladen zur Verschrottung abgefahren                                                                        |      |
| 485 062- / 885 062-   |                       |            | 2. Bauserie, am 06.10.2022 zur Firma Bender in Leverkusen-Opladen zur Verschrottung abgefahren                                                                        |      |
| 485 063- / 885 063-   |                       |            | 2. Bauserie, |      |
| 485 066- / 885 066-   |                       |            | 2. Bauserie, im Einsatz, zeitweise mit durchgehender Frontscheibe ausgestattet                                                                                        |      |
| 485 068- / 885 068-   |                       |            | 2. Bauserie, im Einsatz |      |
| 485 069- / 885 069-   |                       |            | 2. Bauserie, im Einsatz |      |
| 485 070- / 885 070-   |                       |            | 2. Bauserie, zeitweise mit durchgehender Frontscheibe ausgestattet |      |
| 485 074- / 885 074-   |                       |            | |      |
| 485 079- / 885 079-   |                       |            | 2. Bauserie, am 06.10.2022 zur Firma Bender in Leverkusen-Opladen zur Verschrottung abgefahren                                                                        |      |
| 485 093- / 885 093-   |                       |            | |      |
| 485 109- / 885 109-   |                       |            | 3. Bauserie, am 06.10.2022 zur Firma Bender in Leverkusen-Opladen zur Verschrottung abgefahren                                                                        |      |
| 485 110- / 885 110-   |                       |            | 3. Bauserie, am 06.10.2022 zur Firma Bender in Leverkusen-Opladen zur Verschrottung abgefahren                                                                        |      |
| 485 111- / 885 111-   |                       |            | 3. Bauserie, am 06.10.2022 zur Firma Bender in Leverkusen-Opladen zur Verschrottung abgefahren                                                                        |      |
| 485 119- / 885 119-   |                       |            | 3. Bauserie, am 06.10.2022 zur Firma Bender in Leverkusen-Opladen zur Verschrottung abgefahren                                                                        |      |
| 485 121- / 885 121-   |                       |            | 3. Bauserie, in der Nacht zum 21.10.2022 der Bundespolizei in Blumberg übergeben                                                                                      |      |
| 485 122- / 885 122-   |                       |            | 3. Bauserie, am 06.10.2022 zur Firma Bender in Leverkusen-Opladen zur Verschrottung abgefahren                                                                        |      |
| 485 135- / 885 135-   |                       |            | 3. Bauserie, am 12.09.2007 in Königs Wusterhausen verschrottet |      |
| 485 136- / 885 136-   |                       |            | 3. Bauserie, am 12.09.2007 in Königs Wusterhausen verschrottet |      |
| 485 137- / 885 137-   |                       |            | 3. Bauserie, am 06.10.2022 zur Firma Bender in Leverkusen-Opladen zur Verschrottung abgefahren                                                                        |      |
| 485 149- / 885 149-   |                       |            | 4. Bauserie, am 06.10.2022 zur Firma Bender in Leverkusen-Opladen zur Verschrottung abgefahren                                                                        |      |
| 485 156- / 885 156-   |                       |            | 4. Bauserie, am 06.10.2022 zur Firma Bender in Leverkusen-Opladen zur Verschrottung abgefahren                                                                        |      |
| 485 160- / 885 160-   |                       |            | 4. Bauserie, am 06.10.2022 zur Firma Bender in Leverkusen-Opladen zur Verschrottung abgefahren                                                                        |      |
| 485 161- / 885 161-   |                       |            | 4. Bauserie, am 06.10.2022 zur Firma Bender in Leverkusen-Opladen zur Verschrottung abgefahren                                                                        |      |
| 485 162- / 885 162-   |                       |            | 2. Bauserie, am 06.10.2022 zur Firma Bender in Leverkusen-Opladen zur Verschrottung abgefahren                                                                        |      |
| 485 165- / 885 165-   |                       |            | 4. Bauserie, am 12.09.2007 in Königs Wusterhausen verschrottet |      |
| 485 167- / 885 167-   |                       |            | 4. Bauserie, am 12.09.2007 in Königs Wusterhausen verschrottet |      |
| 485 168-9 / 885 168-5 |                       |            | 4. Bauserie, bis März 2023 im Einsatz, Ganzer Viertelzug in Schöneweide für die HISB nach eigenen Angaben rollfähig abgestellt und wartet auf Überführung nach Erkner |      |